# 漫江乡
漫江乡，是中华人民共和国江西省九江市修水县下辖的一个乡镇级行政单位。

## 行政区划
漫江乡下辖以下地区：
尚丰村、宁红村、牌坊村、杜市村、大原村、北山村、沙溪村和漫江茶场生活区。